# Вацлав Фіала
Вацлав Фіала (нар. 15 липня 1896, Прага — пом. 25 червня 1980 , Прага) — чеський академічний живописець, ілюстратор, графік, типограф та письменник, учень Ладіслава Тракала (1873—1951).

## Життєпис
Спочатку Вацлав Фіала навчався в приватній школі живопису у Відні (1910—1911), потім в Академії мистецтв у Харкові (1911—1915) у Ладіслава Тракала (1873—1951) та в Академії мистецтв у Санкт-Петербурзі (1915—1916). У 1922 році він повернувся з Росії на батьківщину вже з дружиною Маріанною (народилася 1897 року) — сестрою його товариша-футуриста з України Давида Бурлюка. У подружжя народився син Владімір (1922—1997), вони збудували віллу в Стрешовіце. Закінчив художню освіту в Академії образотворчих мистецтв у Празі під керівництвом професора Макса Швабінського у 1923—1926 роках.
Після закінчення університету отримав річну стипендію на поїздку до Франції, де в 1927 році взяв участь у виставці в Паризькому салоні та здобув почесну відзнаку за літографічні портрети важливих особистостей чеської культури. Вацлав Фіала поступово перейшов до сучасного реалізму, який найбільш яскраво проявився в його соціальній графіці та в дослідженнях народних типів з подорожей до Словаччини та Підкарпатської Русі. У 1938 році він створив діораму інавгурації президента Джорджа Вашингтона в 1789 році для павільйону Чехословаччини на Всесвітній виставці в Нью-Йорку.
Вацлав Фіала є автором епічних художніх творів (наприклад історично вмотивованого циклу кольорових літографій Staroslovanský cyklus (укр. Старослов'янський цикл) з 1944 року), займався виготовленням марок, банкнот та ілюстраціями до книг, для яких використовував переважно малюнок олівцем, графічний та кольоровий малюнки, акварель, звертаючи увагу на історичні реалії.
Вацлав Фіала був членом Чехословацького блоку художників-візуалістів та членом і головою Асоціації чеських художників-графіків Голлар (Hollar). Брав участь у багатьох виставках у країні та за кордоном і отримав низку нагород (наприклад срібну медаль на Всесвітній виставці в Парижі в 1937 році).

## Творчість

### Власні книги
- Ogasavara (укр. Огасавара) (1928) — бібліофілія з власними дереворитами, присвячена Бонінським островам
- Zahrada Ueno (укр. Сад Уено) (1931) — бібліофілія з власними дереворитами.
- Kaaran-Tamo, člověk s měsíce (укр. Кааран-Тамо, Людина з місяця) (1936).
- Zázračný kámen (укр. Чудо-камінь) (1949), коротка історія друку на камені.
- Let do Hellady (укр. Політ до Еллади) (1959), з власними дереворитами.

### Ілюстрації до книг

#### Чеська література
- Йозеф Ауль: Čingiz Chán, bič boží (укр. Чингісхан, батіг Божий) (1936).
- Карел Яромір Ербен: Slovanské pohádky (укр. Слов'янські казки) (1974).
- Ігнат Герман: U snědeného krámu (укр. Біля зруйнованої крамниці) (1948).
- Алоїс Їрасек: Čechy hrdinské I. (укр. Героїчні чехи І.) (1951).
- Алоїс Їрасек: Čechy hrdinské II. (укр. Героїчні чехи ІІ.) (1955).
- Алоїс Їрасек: Skaláci (укр. Скалаки) (1957).
- Йозеф Копта: Modrý námořník (укр. Синій моряк) (1958).
- Карел Нові: Rytíři a lapkové (укр. Лицарі та розбійники) (1955).
- Франтішек Палацький: Z dějin národu českého I. (укр. З історії народу чеського І.) (1973).
- Франтішек Палацький: Z dějin národu českého II. (укр. З історії народу чеського ІІ.) (1975).
- Ярослав Пехачек: Kalich a půlměsíc (укр. Чаша та півмісяць) (1977).
- Едуард Петішка: Staré řecké báje a pověsti (укр. Давні грецькі міфи та легенди) (1958).
- Богуміл Ржіга: O třech penízích a jiné povídky (укр. Про три монети та інші повісті) (1957).
- Радован Шімачек: Zločin na Zlenicích hradě L. P. 1318 (укр. Злочин на замку Зленіце Л. П. 1318) (1941).
- Вацлав Важні: O králi Nalovi a princezně Damajantí (укр. Про короля Налу та принцесу Дамаянті) (1957).
- Їржі Волькер: Slunce je veliký básník (укр. Соце — великий поет) (1950).

#### Світова література
- Бажов Павло Петрович: Малахітова скринька (1960).
- Гоголь Микола Васильович: Тарас Бульба (1947).
- Карнаухова Ірина Валер'янівна: Краса безмежна (1952).
- Еліас Льоннрот: Калевала (1980).
- Нізамі: Слава (1953).
- Нізамі: Сім красунь (1952).
- Овідій: Фасти (Римський календар) (1942).
- Пушкін Олександр Сергійович: Капітанська дочка (1961).
- Пушкін Олександр Сергійович: Три казки (1949).
- Тисяча й одна ніч (1948).

## Зв'язок з Україною
У 1911 році родина Фіала оселяється в Харкові. Батьки віддають юнака до харківської Вищої художньої школи, де він навчається з 1911 по 1915 рік і яку закінчує з відзнакою. Після Харкова ще один рік проходить студії в Академії мистецтв в Петрограді (Санкт-Петербург).
У 1920 році доля зводить Вацлава Фіалу з українським художником-футуристом Давидом Бурлюком, який із сестрою Маріанною, дружиною Марією та двома синами тимчасово оселився в цьому далекосхідному місті (якому?). На момент зустрічі фінансові справи у Вацлава йшли не дуже добре, і Давид запропонував йому поселитись у них. Восени 1920 року Давид Бурлюк разом зі ще одним українським художником Віктором Пальмовим організовує виставку-продаж у Японії у місті Токіо. Завдяки заробленим коштам до них невдовзі зможуть приєднатися родина Бурлюка та Вацлав. У Японії художники організовують виставки футуристів ще у двох містах — Осака та Кіото.
Дослідження народних типів та звичаїв привело митця на Підкарпатську Русь (назва Закарпаття за часів Першої Чехословацької республіки), де його приваблювала архаїка й той факт, що цей регіон мало зачепила цивілізація. Впродовж 1936—1937 років художник створив чимало робіт, присвячених цьому краю. Зі спогадів митця з цього періоду: «Гадаю, що моє перебування на Підкарпатській Русі було одним із найщасливіших періодів мого життя. Я працював із натхненням. Вабили мене як красива природа, так і прекрасні типи простих, нелукавих людей та їхнє патріархальне життя. У місцевому господарстві головну роль відігравав натуральний обмін. Мені здавалося, ніби я опинився в якійсь країні, де час повернувся назад на кілька століть. Доводилося всюди стикатися зі способом життя, традиціями, характером виробництва, які переносили мене в часи існування древніх слов'ян».
Вацлав провів багато персональних виставок у Чехословаччині, Франції, США, Польщі, Великій Британії, Японії, Болгарії та СРСР (п'ять виставок), остання і найбільша (експонувалося понад 300 робіт, а також багато ілюстрованих ним книг) виставка була відкрита 1976 року у Львові.